# Stalag VI A
Lo Stalag VI A, abbreviazione di campo principale VI A, fu un campo per i prigionieri di guerra situato a Hemer, in Vestfalia. Rimase in funzione dal 1939 al 1945, successivamente l'area fu occupata dalla caserma Blücher: fu uno dei maggiori campi di prigionieri di guerra del Terzo Reich e fu considerato alla pari di un "campo di sterminio" principalmente per i prigionieri di guerra sovietici.
La maggior parte dei prigionieri ai lavori forzati nell'industria mineraria della Ruhr furono registrati a Hemer. Il campo fu allestito nell'autunno del 1939 e liberato il 13 aprile 1945 dall'esercito americano. Dopo la fine della guerra, gli Alleati usarono il sito come campo di internamento con il nome di Camp Roosevelt. Dal 1946 al 1955, il campo fu sede delle forze di occupazione belghe, fino a quando vi si trasferì la Bundeswehr nel 1956.
Un memoriale e una sala storica ricordano gli eventi legati all'ex campo di prigionia nazista.

## Storia

### Creazione del campo
Il campo principale dei prigionieri di guerra Stalag VI A di Hemer fu il primo del suo genere nel distretto militare VI di Münster. Il complesso di Jüberg fu originariamente destinato a una caserma di carri armati. Poiché la leadership militare aveva sottostimato il numero dei prigionieri di guerra, fu necessario trovare una nuova sistemazione in breve tempo. Nel settembre 1939, Hemer fu scelto come nuova location per lo Stalag VI A. Poco dopo, mentre l'edificio era ancora in costruzione, furono posizionate temporaneamente delle grandi tende su un campo sportivo vicino alla caserma per i primi prigionieri di guerra polacchi.
Tra ottobre e novembre 1939 i prigionieri furono trasferiti negli edifici realizzati in pietra, ancora non completamente attrezzati, e in alcune baracche aggiuntive: le cuccette a tre piani furono acquistate solo dopo poche settimane e i servizi igienici erano in cattive condizioni fin dall'inizio, ciò permise la facile diffusione delle malattie.
L'amministrazione iniziò a lavorare nell'autunno del 1939 e creò un fascicolo specifico per ogni prigioniero. I prigionieri dovevano indossare un cartellino identificativo numerato e per i primi mesi furono impiegati principalmente nelle attività di agricoltura e silvicoltura.

### Nella seconda guerra mondiale

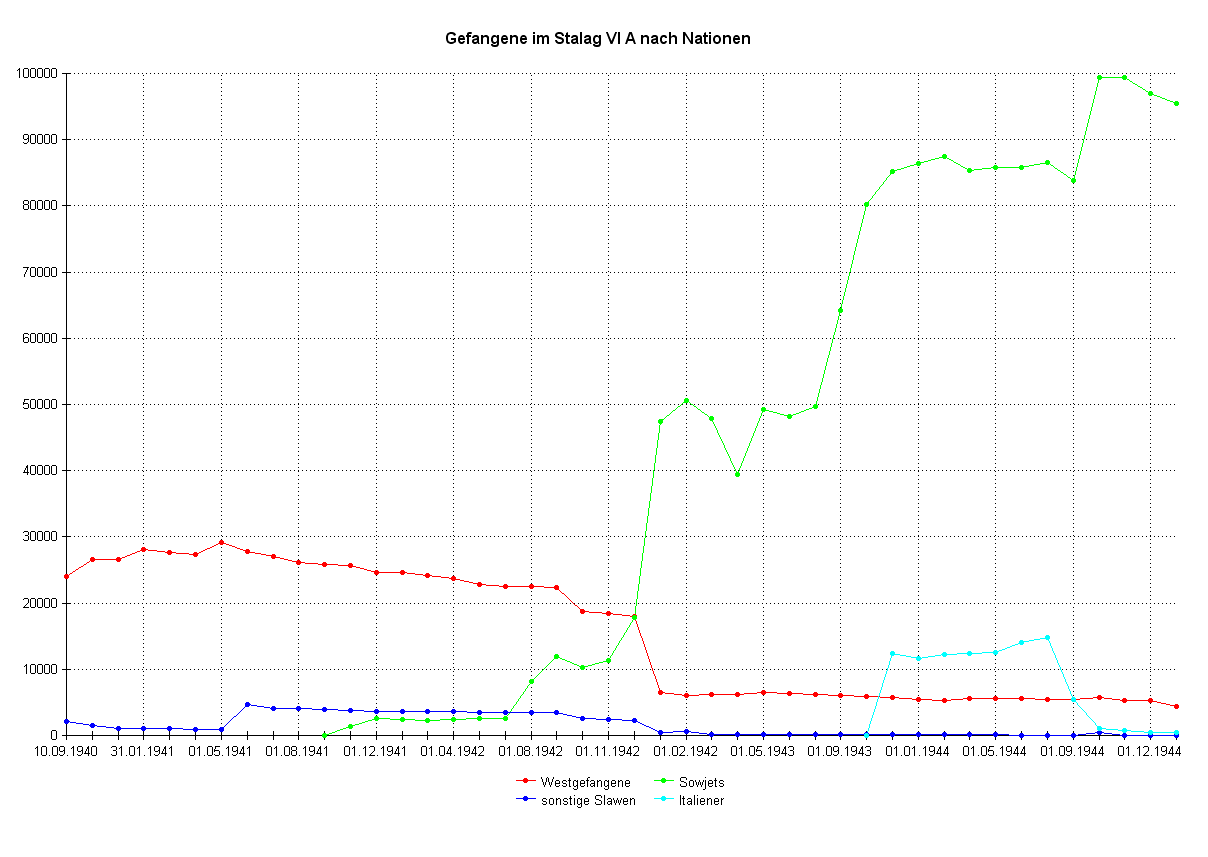
Prigionieri di guerra registrati nello Stalag VI A: prigionieri occidentali (rossi; principalmente francesi e belgi, ma anche britannici), sovietici (verdi), altri slavi (blu; polacchi e jugoslavi), italiani (turchese).

Entro la metà del 1942, nello Stalag VI A furono registrati 30.000 prigionieri di guerra e nell'estate del 1943 il numero salì a 55.000, tra il dicembre 1943 e la liberazione nell'aprile 1945 si arrivò a 100.000. Alla fine del 1939, i prigionieri polacchi rappresentarono la maggioranza e nell'autunno del 1940 il loro numero fu ancora intorno alle 2.600 persone insieme al numero di prigionieri francesi che in quel momento fu relativamente alto, circa 23.500 persone. I britannici furono rapidamente trasferiti in altri campi dopo la loro cattura. Dal giugno 1941 anche i serbi furono ospitati a Hemer.
Ad ottobre 1941 arrivarono i primi prigionieri sovietici, il cui numero rimase relativamente costante intorno alle 2.500 unità fino al giugno 1942; alla fine dell'anno arrivò a 47.000 persone. Polacchi e serbi furono per la maggior parte consegnati contemporaneamente ad altri campi. Lo Stalag VI A diventò così un campo puramente per russi (Russenlager). La maggior parte dei sovietici fu impiegata nell'estrazione del carbon fossile nella vicina area della Ruhr; nel novembre 1942 il campo fu trasformato in un "campo principale per l'equipaggio speciale per l'industria mineraria della Ruhr". In precedenza, i prigionieri furono distribuiti per lavorare nella zona meridionale del distretto amministrativo di Arnsberg. Nell'autunno del 1944, quasi 100.000 prigionieri sovietici furono sotto la giurisdizione dello Stalag VI A.
Dall'autunno 1943 a Hemer furono registrati anche gli italiani e alla fine del 1944 si aggiunsero alcuni rumeni. Durante la seconda guerra mondiale, furono oltre 200.000 i prigionieri che passarono per il campo. Soprattutto dal novembre 1943 la capacità degli edifici fu ampiamente superata. All'epoca il complesso arrivò a contenere circa 10.000 prigionieri. Nelle ultime settimane prima della liberazione del campo, il numero fu di 23.000 detenuti.

### Il trasferimento del campo principale
Dopo che il bacino della Ruhr fu chiuso il 1º aprile 1945, gli ufficiali delle SS e della Gestapo usarono sempre più il campo come luogo di ritiro. La stazione radio della SS Upper Section West era già stata trasferita il 10 marzo. Tra gli altri, Karl Gutenberger, generale delle Waffen-SS, fuggì a Hemer. Nell'odierna Wulfert School, la Gestapo di Hördeil organizzò un nuovo centro operativo all'inizio di aprile.
L'11 aprile uccisero otto lavoratori stranieri a Hemer dopo che avevano già ucciso circa altre 300 persone a Dortmund, Hagen, Iserlohn e Lüdenscheid. Poche ore dopo, Hemer finì sotto il fuoco dell'artiglieria statunitense; di conseguenza, gli uomini della Gestapo e delle SS fuggirono in abiti civili e si nascosero grazie ai passaporti falsi. Dopo che il bacino della Ruhr fu fatto saltare in aria, le truppe tedesche dell'area orientale si concentrarono nelle aree di Iserlohn e Hemeran. Il generale Fritz Bayerlein preparò una resa pacifica del campo e ordinò alle sue truppe di astenersi da ulteriori operazioni di combattimento.
Il capitano Edmund Weller guidò i negoziati per la consegna del campo. Dopo l'avanzata, il 13 aprile 1945 un gruppo della 7ª divisione corazzata americana raggiunse l'aeroporto di Deilinghofen, vicino allo Stalag VI A.  Weller si recò dagli americani, presumibilmente dopo essersi consultato con il comandante del campo Wussow, per spiegare la situazione. Rese noto il timore espresso dalla direzione del campo di perdere il controllo sui prigionieri. Alla conclusione della trattativa, Weller tornò allo Stalag con due ufficiali americani per la consegna del campo e contemporaneamente il capitano Albert Ernst ottenne una resa pacifica della città di Hemer.
I soldati americani trovarono 22.000 prigionieri nel campo, per lo più russi, di cui 9.000 ricoverati in ospedale. Nelle cantine furono trovati 200 cadaveri, non ancora sepolti negli ultimi frenetici giorni di guerra. Prima della liberazione, circa 100 prigionieri al giorno morivano per le epidemie e la malnutrizione. In totale, almeno 23.470 prigionieri di guerra morirono nello Stalag Hemer.

### Dopo la liberazione
Dopo il passaggio di consegne, le truppe statunitensi iniziarono a prendersi cura dei detenuti, a prevenire i saccheggi in modo da poter preparare un rimpatrio ordinato. Nonostante fossero sorvegliati, alcuni riuscirono comunque a scappare attraverso un buco nel recinto causato dai bombardamenti. Nel campo si verificarono diversi saccheggi in cucina, furono trovate grandi quantità di pane ammuffito, cosa che aumentò ulteriormente i disordini. Gli americani si occuparono delle cure mediche dei detenuti del campo all'interno delle tende appena sistemate.
Quando il 15 aprile il campo non fu più sorvegliato, molti prigionieri si riversarono in città e i saccheggi aumentarono. Pochi giorni dopo, gli ufficiali catturati, insieme alla polizia militare statunitense, riportarono indietro i fuggitivi. Tuttavia, fino a luglio si verificarono nuovamente casi isolati di saccheggio a Hemer, soprattutto da parte dei prigionieri italiani. Alcuni cercarono anche di linciare i membri della polizia del campo sovietico. Le truppe statunitensi migliorarono le condizioni igienico-sanitarie e distribuirono i prigionieri in più stabili. Il campo per i malati di tubercolosi fu dato alle fiamme e i prigionieri malati furono trasferiti all'ospedale di Hemer, nell'odierna Hemer Pulmonary Clinic, e nelle baracche in quello che oggi è il Parco della Pace.
Alla fine di aprile, i primi prigionieri dall'Occidente cominciarono a essere rimpatriati nei loro paesi d'origine. Più difficile fu invece il rimpatrio degli internati sovietici; 7.000 di loro erano ancora ospitati a Hemer a giugno. Da allora l'ex campo principale fu ribattezzato Camp Roosevelt. La maggior parte degli sfollati riuscì finalmente a lasciare il campo ad agosto.

### Il dopoguerra
Sei mesi dopo la liberazione, le truppe britanniche allestirono un campo di internamento nell'ex sito dello Stalag. Il Camp Roosevelt fu il settimo campo di internamento civile (CIC) nella zona di occupazione britannica. Nel giugno 1945, gli americani iniziarono a ritirare le loro truppe dall'area di Hemer e l'esercito britannico assunse la supervisione del campo in agosto. Dopo le riparazioni agli edifici e alle strutture, a novembre fu rimesso in funzione il centro di detenzione.
| Data          | Internati |
| ------------- | --------- |
| Dicembre 1945 | 2448      |
| Gennaio 1946  | 2115      |
| Febbraio 1946 | 2469      |

| Data        | Internati |
| ----------- | --------- |
| Marzo 1946  | 3330      |
| Aprile 1946 | 3176      |
| Maggio 1946 | 2793      |

| Data        | Internati |
| ----------- | --------- |
| Giugno 1946 | 3627      |
| Luglio 1946 | 3548      |
| Agosto 1946 | 3366      |

Una struttura speciale fu il campo per criminali di guerra, che nell'agosto 1946 ospitò 650 internati. Fu uno dei campi di internamento più piccoli dell'area britannica con un'alta percentuale di criminali di guerra di alto rango. Uno dei motivi della scelta fu la natura organizzata del campo con il riscaldamento centralizzato e i servizi igienici ben attrezzati. Gli internati e le loro guardie organizzarono anche delle manifestazioni culturali e religiose. Nel settembre 1946 il Camp Roosevelt fu chiuso e gli internati furono trasferiti a Camp Eselheide, in precedenza utilizzato come Stammlager VI K (326) durante la guerra.

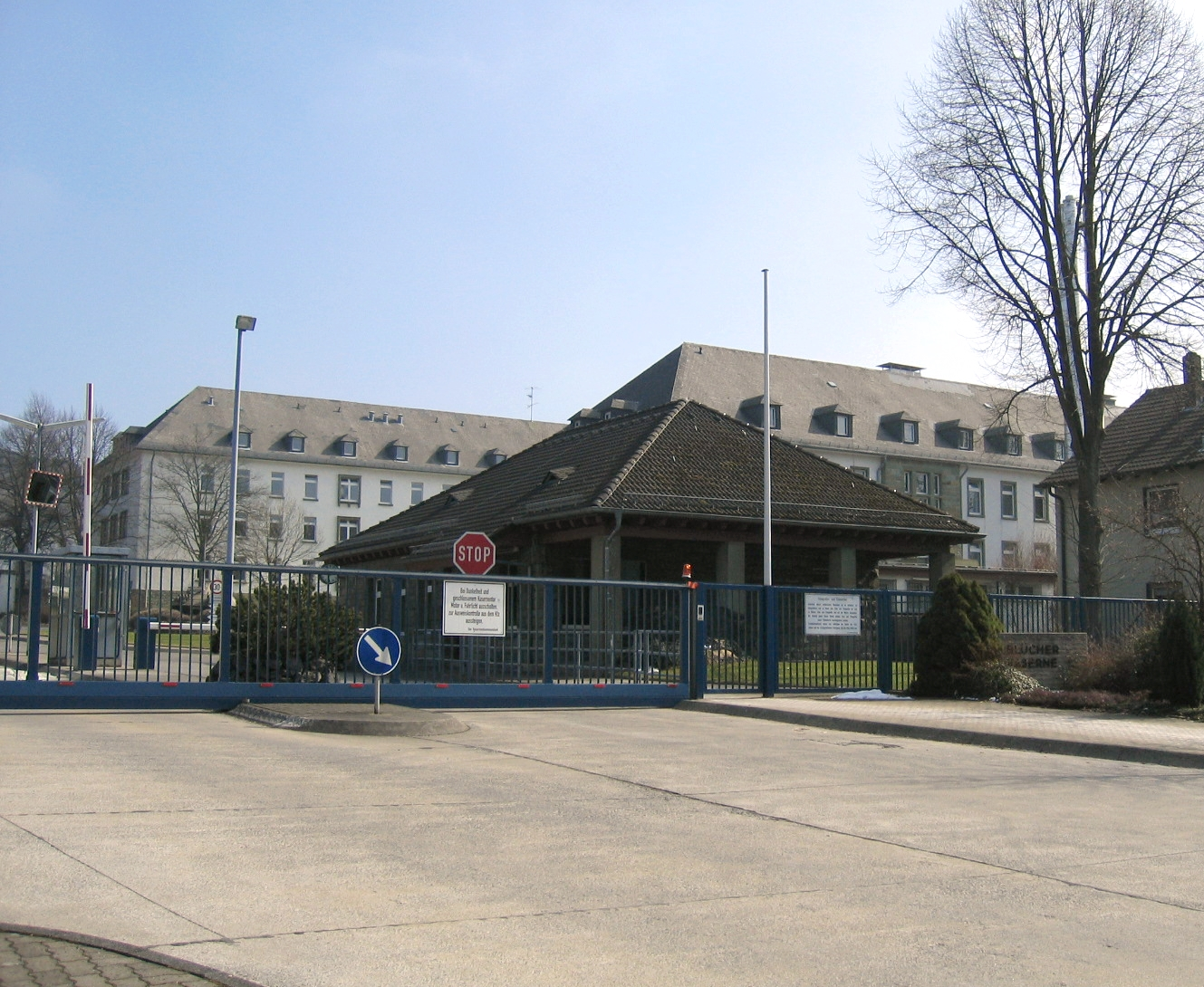
Caserma Blucher, 2006.

Nell'autunno del 1946, le truppe belghe presero il controllo del campo e lo chiamarono Casernes Ardennes. Vi erano di stanza due battaglioni Jäger; i familiari furono alloggiati in 72 edifici residenziali confiscati. Il 22 e 28 novembre 1955 i belgi si ritirarono e gli edifici ritornarono a disposizione dei proprietari.
Il 23 luglio 1956 Hemer divenne una guarnigione dell'esercito tedesco, che utilizzò il campo come caserma dei carri armati e lo ribattezzò caserma Blücher nel 1964. Nel 2007 il Ministero della Difesa rinunciò al sito di Hemer e chiuse la caserma. Nel 2010 si svolse il Landesgartenschau Hemer 2010 all'insegna del motto Magia della trasformazione, che attirò oltre un milione di visitatori. Dal 2011 il sito si chiama Sauerlandpark Hemer.

## Descrizione del campo

Costruzione dello Stalag VI A.

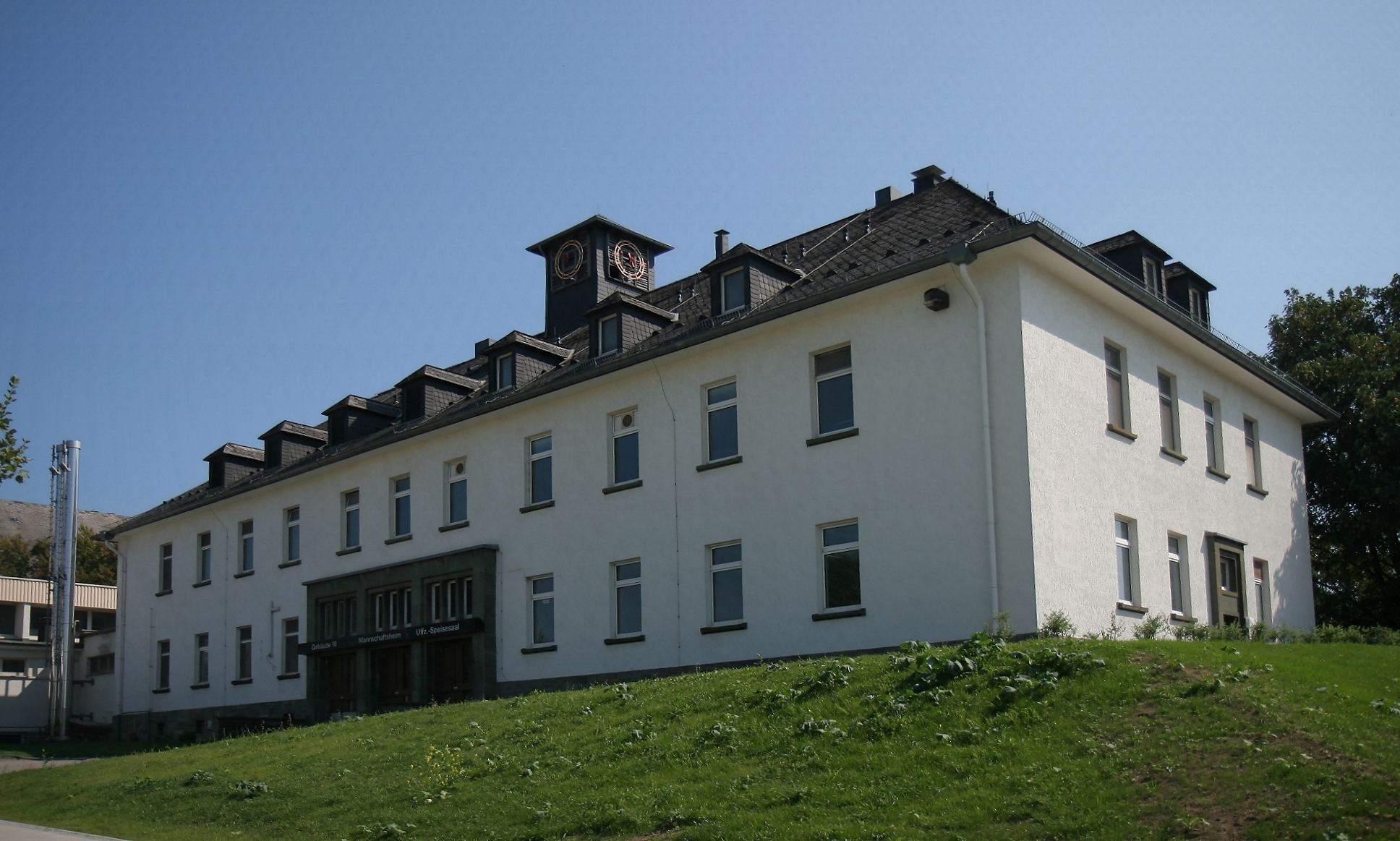
Il blocco 5 fu utilizzato come sede della squadra durante i tempi della Bundeswehr.

Il campo VI A fu inizialmente uno dei migliori attrezzati, specie rispetto ai molti altri campi in cui i prigionieri di guerra erano alloggiati nelle sole baracche. Dopo l'invasione della Polonia, il campo si rivelò troppo piccolo e fu ampliato con 36 nuove baracche, un deposito e un centro medico per curare la tubercolosi.
Lo Stalag fu circondato da sei torri di guardia in legno su cui furono schierati i soldati dotati di mitragliatrici, i telefoni e i riflettori. Lo Stalag fu delimitato da un doppio recinto di pali di legno alti ben tre metri. Il filo spinato fu posato all'interno del varco largo due metri mentre all'interno del campo c'era un altro recinto alto 1,50 metri.
Il campo fu costituito da otto edifici isolati e pochi altri edifici e baracche. I primi due blocchi all'ingresso del campo con i comandanti, il servizio postale, l'amministrazione e una filiale dell'ufficio statale per l'impiego furono separati dal resto dell'area con il filo spinato. In questi edifici furono ospitate anche le celle per gli equipaggi dei piloti americani. Nel seminterrato si trovavano un rifugio antiaereo e l'impianto di riscaldamento centralizzato dell'intero campo.
Il terzo blocco era chiamato "blocco degli artigiani" perché conteneva una falegnameria, una sartoria, una bottega del calzolaio e gli alloggi dei prigionieri di guerra dei paesi vicini alla Germania che vi lavoravano. Il blocco 4 fu diviso nei quartieri sovietici e italiani. Nel Blocco 5 c'erano gli obitori per i prigionieri di guerra deceduti da dove venivano poi trasferiti nei cimiteri. Nelle altre stanze furono allestite le sale operatorie in cui i chirurghi operavano i prigionieri sovietici. In quella che in seguito divenne la piazza d'armi della Bundeswehr c'era il Blocco 6 con l'infermeria e gli alloggi per francesi, polacchi e belgi. Il blocco 7 all'estremità nord-est del campo conteneva l'infermeria per i prigionieri sovietici, dove erano assistiti da medici tedeschi e russi. Il Dipartimento di Medicina Interna fu trasferito al Blocco 8 insieme al carcere. La cucina centrale del campo, dove i prigionieri prendevano i pasti, si trovava in quella che in seguito divenne la piazza d'armi. 
Per la detenzione dura furono allestite 32 celle individuali a sud dei blocchi. L'edificio fu separato con del filo spinato dalle vicine infermerie per italiani, francesi, belgi e polacchi e dallo studio dentistico. Nella zona sud-ovest del campo era presente una caserma dove venivano ammessi i nuovi prigionieri che, dopo essere stati disinfestati, venivano trasferiti negli altri reparti a seconda del loro stato di salute. A sud-est c'erano sei baracche per i malati gravi di tubercolosi. Il campo fu rigorosamente separato dal resto del sito e fu accessibile solo al personale straniero a causa del rischio di infezione. Nel nord-est dell'area del campo c'erano ulteriori baracche per i prigionieri di guerra assegnati al lavoro.

## La vita nel campo

### Prigionieri occidentali
Nei primi anni della sua esistenza, i francesi costituirono la maggioranza dei prigionieri dello Stalag VI A. Arrivarono direttamente dal fronte occidentale a Hemer, dove dovettero consegnare il loro equipaggiamento militare. La popolazione civile di Hemer reagì con odio all'arrivo dei primi prigionieri: alcuni tedeschi sputavano e lanciavano pietre contro i trasporti di prigionieri, mentre i prigionieri dalla pelle scura delle colonie francesi divennero un'attrazione per gli spettatori.
Dall'inverno del 1940 le condizioni dei prigionieri francesi e belgi migliorarono. La mancanza di spazio fu risolta con i trasferimenti nei campi di lavoro esterni. Nel campo furono organizzati degli eventi culturali e i medici francesi poterono curare i prigionieri insieme ai colleghi tedeschi.
Dalla primavera del 1941, sia i belgi che i francesi nominarono una persona di fiducia per tenere i contatti con i comandanti del campo. Tra l'altro, organizzarono il ritorno in patria dei prigionieri impossibilitati a lavorare. I prigionieri occidentali in grado di lavorare furono impiegati nell'agricoltura o come lavoratori qualificati nell'industria e di solito furono trattati bene.

### Prigionieri sovietici
I prigionieri di guerra sovietici furono imprigionati nello Stalag VI A dal settembre 1941 e sottoposti a regolamenti speciali, cosa che fu giustificata dal fatto che l'Unione Sovietica di Joseph Stalin non aveva firmato né la Convenzione dell'Aia sulla guerra terrestre né le Convenzioni di Ginevra. Furono impiegati principalmente per lavorare nell'industria mineraria della Ruhr e contrariamente a quanto previsto dalle Convenzioni di Ginevra, alcuni dei prigionieri furono impiegati anche per lavorare nell'industria degli armamenti.
La quantità e la qualità del cibo fu inferiore a quella prevista per gli altri prigionieri perché i sovietici non furono riforniti dalla Croce Rossa: furono disponibili poche medicine per loro e non ricevettero coperte. Nonostante il divieto, la maggior parte dei prigionieri sovietici fu ben informata sull'andamento della guerra. In molti considerarono queste informazioni come motivo per resistere ai tentativi di reclutamento tedeschi.

### Altri prigionieri slavi
Nel settembre 1939 arrivarono i primi prigionieri polacchi. Dopo essere stati trattati inizialmente come persone inferiori, negli anni successivi le loro condizioni di vita si avvicinarono a quelle dei prigionieri occidentali. Il permesso di organizzare degli eventi culturali esisteva dal 1940; all'inizio del 1942 ricevettero per la prima volta i pacchi dalla Croce Rossa.
Il trattamento dei prigionieri polacchi variò notevolmente quando furono impiegati per lavorare. A volte furono ben integrati nelle fattorie; all'inizio, però, ci furono anche segnalazioni di emarginazione, fame e morte. Nel 1944, all'interno del campo, nacque un gruppo di resistenza polacco dopo aver appreso di un'imminente rivolta in Polonia. Ciò portò a 31 arresti nell'aprile 1944. I combattenti della resistenza furono trasferiti nel campo di concentramento di Buchenwald e lì morirono.
I prigionieri serbi furono trattati allo stesso modo dei polacchi. Dall'estate del 1941 al dicembre 1942, furono imprigionati più di 1.000 europei del sud-est assistiti da un prete ortodosso. Nel corso della conversione dello Stalag in un "campo russo", la maggior parte dei serbi fu trasferita.

### Internati italiani
Dopo la caduta di Mussolini, le truppe italiane che non si unirono alla Germania furono disarmate dalla Wehrmacht. Circa 650.000 soldati italiani furono fatti prigionieri dai tedeschi; alcuni di loro furono trasferiti allo Stalag VI A nell'autunno del 1943. Dal settembre 1943 gli italiani non furono più classificati come prigionieri di guerra, ma come internati militari, cosa che non variò le loro condizioni di vita. Analogamente ai sovietici, la maggior parte degli italiani fu impiegata nell'industria degli armamenti o nell'estrazione mineraria della Ruhr.
Il trattamento degli internati italiani fu altrettanto disumano di quello dei prigionieri sovietici, poiché molti soldati tedeschi li consideravano traditori. Nell'estate del 1944, gli internati furono dichiarati civili in modo che potessero ottenere una maggiore produttività sul lavoro insieme a migliori condizioni di vita. Il numero dei detenuti italiani nello Stalag VI A scese dalle 14.786 persone di luglio alle 1.032 di ottobre. Alcuni soldati italiani, principalmente gli ufficiali, si rifiutarono di accettare il cambio di status. Di conseguenza, alcuni oppositori furono trasferiti dallo Stalag VI A in un campo penale. Furono circa 200 gli internati a morire nello Stalag per gli sforzi eccessivi e la cattiva alimentazione.

### Sfruttamento del lavoro
La maggior parte dei detenuti furono costretti a lavorare nell'industria, nelle miniere e nell'agricoltura nella zona di Hemer; solo alcuni prigionieri di guerra furono ospitati nei campi di lavoro appartenenti allo Stalag. Nel 1942 furono allestiti dei campi satellite nell'intera area di quella che in seguito divenne la Renania Settentrionale-Vestfalia, ad esempio a Münster, Bochum, Euskirchen, Minden, Paderborn e Warburg.
Ancora nel 1939 i comandanti del campo decisero di ospitare i prigionieri nei distaccamenti, per lo più per lavori agricoli. I datori di lavoro stipularono dei contratti con lo Stalag attraverso la mediazione degli uffici di collocamento. A dicembre 1939, 497 prigionieri furono schierati nel distretto di Iserlohn, tutti impiegati nell'agricoltura, ad eccezione di cinque commando. Con il progredire della guerra, l'importanza del dispiegamento della manodopera nell'industria aumentò. Le grandi aziende come Sundwiger Messingwerk e Berkenhoff & Paschedag istituirono i propri campi di lavoro mentre le aziende più piccole unirono le loro forze per lo stesso scopo. Nel 1945, nella sola Hemer lavoravano 7 belgi, 340 francesi, 26 polacchi, 68 sovietici, 25 jugoslavi e altri 18 prigionieri di nazionalità sconosciuta. I prigionieri furono per lo più trattati e assistiti correttamente.
Dall'autunno del 1942, il lavoro forzato dei prigionieri di guerra sovietici si concentrò nelle operazioni minerarie nei campi satellite nell'area della Ruhr. Il gruppo distrettuale per l'estrazione del carbone nella Ruhr decretò che tutti i prigionieri di guerra sovietici abili al lavoro fossero registrati a Hemer e poi inviati alle miniere. Nello Stalag VI A rimasero solo i "prigionieri di guerra permanentemente inutilizzabili", status che gli conferì il carattere di un campo di sterminio. Allo Stalag VI A fu assegnata la funzione di campo principale dell'equipaggio speciale per l'estrazione del carbone nel distretto militare VI: ciò significò che il campo di Hemer fu responsabile solo dei prigionieri di guerra impiegati nell'industria mineraria della Ruhr. I prigionieri furono registrati nel campo principale VI K (326) e trasferiti a Hemer. Dopo alcuni giorni o settimane furono trasferiti nei campi di lavoro nella zona della Ruhr.
Il lavoro nelle miniere era considerato l'incarico di lavoro più duro durante la prigionia. Il tasso di mortalità era particolarmente alto tra i prigionieri sovietici e italiani. Dopo la sconfitta nella battaglia di Stalingrado, le condizioni di lavoro per i sovietici migliorarono un po' perché da quel momento in poi non furono accolti nuovi prigionieri di guerra. Tuttavia, l'ideologia razziale determinò il comportamento nei confronti dei prigionieri fino alla fine della guerra.

### Personale
| Grado              | Nome                   | Periodo del mandato          |
| ------------------ | ---------------------- | ---------------------------- |
| Maggiore           | Hubert Naendrup        | ottobre 1939 - dicembre 1940 |
| Maggiore           | Hermann Leonhard       | dicembre 1940 - luglio 1941  |
| Colonnello         | Viktor von Tschirnhaus | Luglio 1941 - giugno 1942    |
| Tenente Colonnello | Theodor von Wussow     | giugno 1942 - aprile 1945    |

Esistono diverse dichiarazioni rese sul numero di membri della Wehrmacht presenti nello Stalag VI A: mentre un comunicato ufficiale del 1944 contò 233 persone, un testimone affermò 556 persone presenti. Nel 1943, il personale medico contò su 28 impiegati per circa 54.000 detenuti.
Alcuni membri del personale del campo si comportarono in modo disumano nei confronti dei prigionieri: alcune guardie sfruttarono le razioni di cibo dei prigionieri e usarono le loro armi da fuoco per contrastare la disobbedienza, mentre il personale che lasciò il pane ai prigionieri fu oggetto di sanzioni disciplinari.
Il capitano Edmund Weller fu amichevole con i prigionieri: all'interno del campo, fu l'unico soldato tedesco che non indossò armi. Quando venne a conoscenza delle misure violente adottate nei confronti degli internati italiani, riuscì a ottenere dalla direzione del campo la possibilità di avvertire le guardie di essere meno dure. Prima che il campo fosse liberato, entrò in trattativa con l'esercito Alleato per impedire il bombardamento dello Stalag e assicurarsi la resa.

## Comportamento della popolazione
Molti abitanti del luogo si comportarono in modo neutrale e passivo nei confronti del campo principale. Alcuni trattavano i prigionieri come nemici sconfitti e con odio, mentre altri cercavano di aiutarli. La disponibilità della popolazione all'aiuto è stata particolarmente importante durante il lavoro, il cibo o altri oggetti dovevano essere consegnati segretamente per paura di essere denunciati. I residenti che hanno osato confrontarsi con il personale del campo sul trattamento disumano dei prigionieri furono minacciati di punizioni corporali. Durante i trasporti dei prigionieri, tuttavia, la gente del posto occasionalmente lanciava pietre e ne abusava.
I tribunali tesero a infliggere delle condanne dure a coloro che erano accusati di aver contattato prigionieri di guerra. Un uomo di Hemer che aveva scambiato del pane con tabacco con un prigioniero di guerra fu condannato a due mesi di prigione. I rapporti sessuali tra prigionieri e donne tedesche furono puniti in modo particolarmente duro: è noto il caso di una donna di Deilinghofen che per aver accolto un francese è stata condannata a quattro anni di carcere.

## Cimiteri di guerra

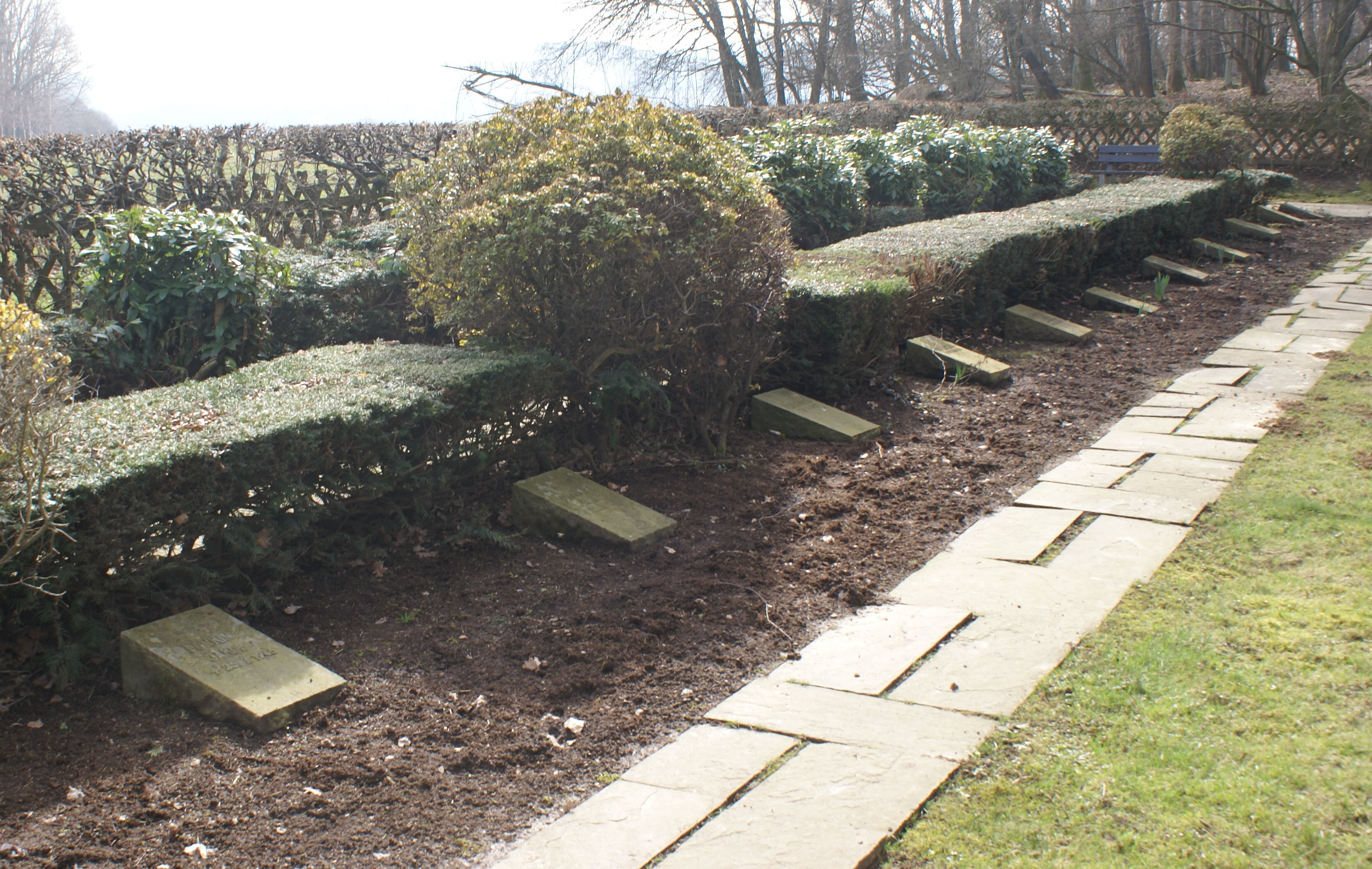
Tombe nel cimitero di guerra di Duloh.

I prigionieri di guerra deceduti furono sepolti in cinque diversi cimiteri di Hemer. In totale, circa 23.900 prigionieri di guerra morirono durante la loro permanenza nello Stalag VI A e di questi, circa 23.500 erano sovietici. Queste cifre non includono i prigionieri morti durante gli incarichi di lavoro.
Nel dopoguerra furono sepolti degnamente i cadaveri di tre campi, mentre negli altri due siti sono stati realizzati dei memoriali.

### Cimitero di guerra di Duloh
Il cimitero di guerra sul Duloh fu allestito nella primavera del 1943 dopo che la città di Hemer aveva ceduto il sito alla Wehrmacht per 400 Reichsmark. L'area si trovava in una zona militare interdetta, tra un deposito di munizioni e il poligono di tiro della caserma Seydlitz a Iserlohn, cosicché anche il cimitero era circondato da una recinzione alta due metri. Per trasportare le salme al cimitero, venivano deposte tra due fogli di carta oleata e poi in un carro funebre. Negli ultimi mesi di guerra il campo rimase senza carta oleata, così i cadaveri nudi furono gettati scoperti sul carro.
Nel cimitero i cadaveri furono seppelliti nelle fosse comuni, larghe 3 metri e profonde 2,5 metri, disposti in quattro file una sopra l'altra prima che l'area fosse nuovamente livellata. Il lavoro prima e dopo la sepoltura fu svolto dai prigionieri di guerra sovietici ospitati in una capanna sul sito. In totale, nelle fosse comuni del cimitero di Duloh furono sepolti 19.979 ex prigionieri di guerra. Negli anni successivi il numero è salito a 20.470 persone. 22 tombe individuali furono allestite per coloro che morirono dopo la liberazione.

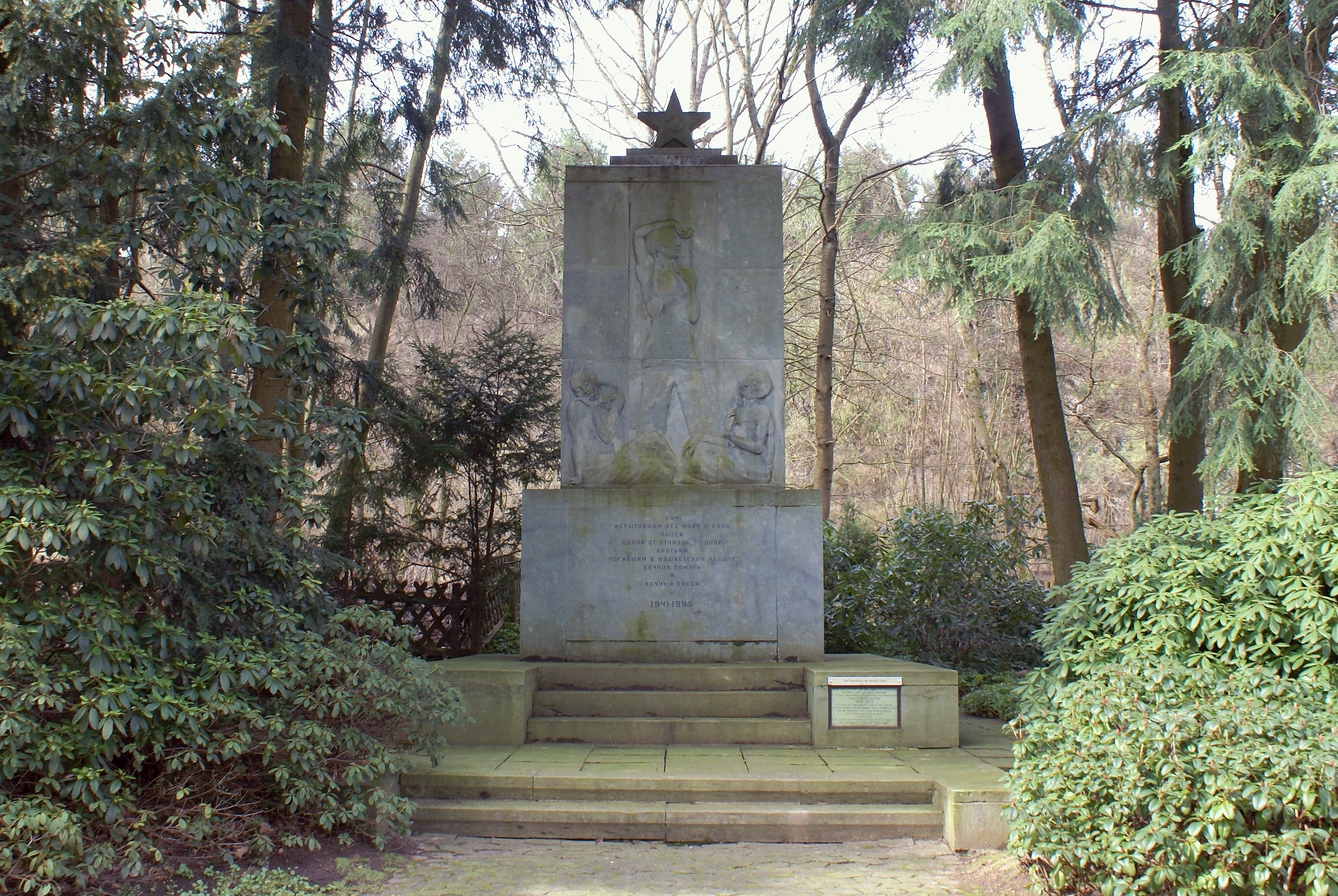
Memoriale sul Duloh.

Dopo la fine della guerra, un artista sovietico progettò un monumento inaugurato il 9 ottobre 1945 dall'esercito sovietico e britannico e dal sindaco di Hemer Josef Kleffner. Il memoriale è alto sei metri ed è realizzato in pietra: mostra tre prigionieri di guerra emaciati al lavoro con in cima la stella sovietica. Nel 1966 e nel 1987, il monumento è stato restaurato e integrato con le traduzioni in tedesco delle precedenti iscrizioni in russo.

### Cimitero di guerra Höcklingser Weg

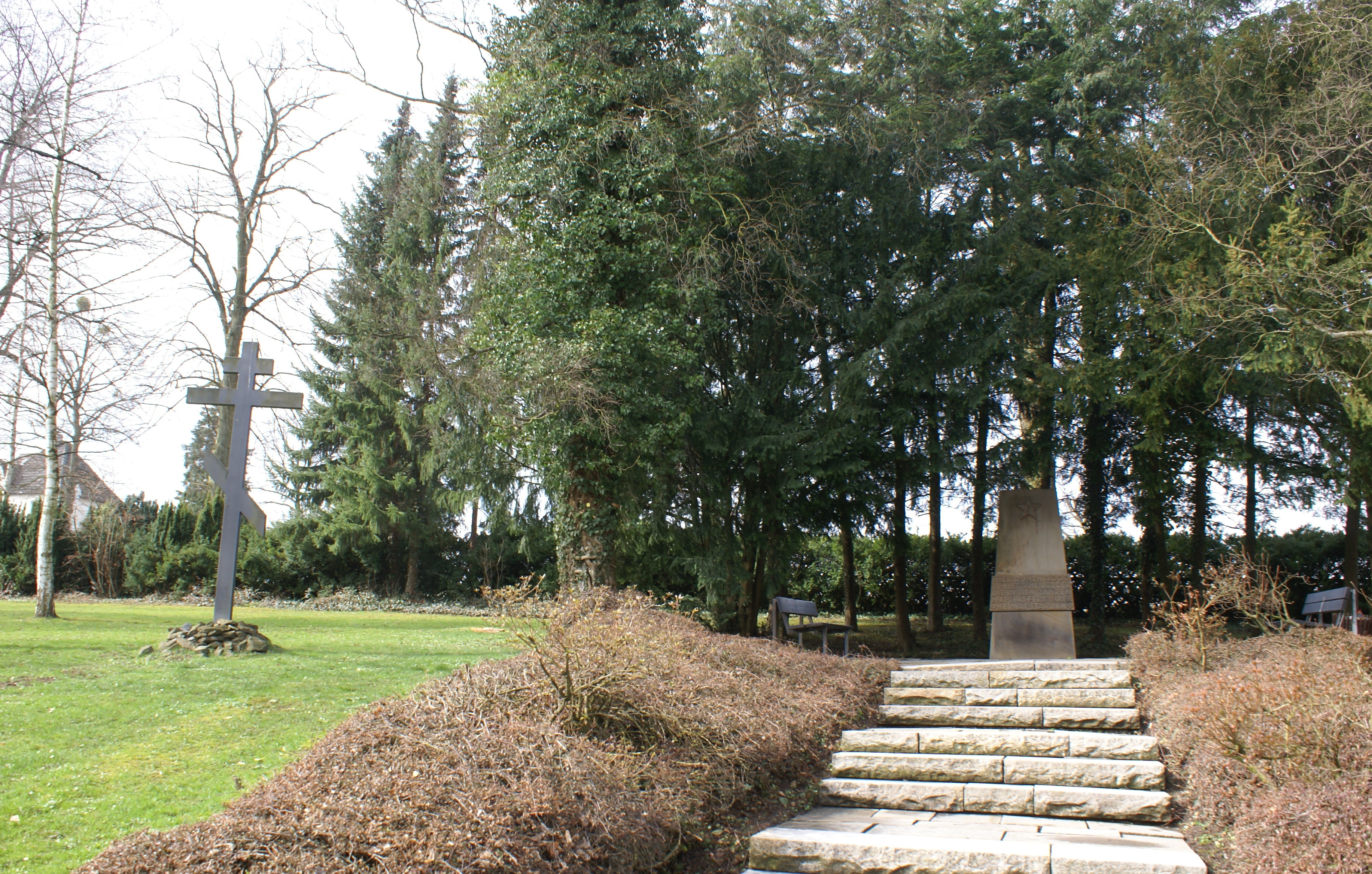
Cimitero di guerra Höcklingser Weg.

A gennaio del 1942, la città di Hemer affittò un'area cimiteriale per la sepoltura dei prigionieri di guerra sovietici, in precedenza parte del cimitero protestante della città. I cadaveri furono anche trasportati a Höcklingser Weg sui carri funebri, avvolti in carta oleata e sepolti in fosse comuni vicino alla strada e alla linea ferroviaria Hemer – Menden. Quando fu istituito il cimitero di Duloh, erano già state scavate 16 fosse comuni per un totale di circa 3.000 defunti: dopo il marzo 1943 ebbero luogo solo poche sepolture.
Il sito fu livellato e ridisegnato nel 1949, e il 26 novembre 1967 una lapide commemorativa temporanea fu sostituita da un memoriale con l'iscrizione:"Qui giacciono 3000 cittadini sovietici che morirono lontano dalla loro patria nel 1941-1945".
Il sito è ampio quasi 3000 metri quadrati ed è stato piantumato con alcune betulle nel 1975.

### Altre tombe
Il 4 ottobre 1939, Wilhelm Langemann, sindaco di Hemer, decise di mettere a disposizione della Wehrmacht una parte del cimitero di Sundwig per i prigionieri di guerra polacchi deceduti. Negli anni che seguirono vi furono seppelliti, in bare di legno, 332 prigionieri di guerra di diverse nazioni. I prigionieri occidentali furono sepolti in un ambiente più dignitoso alla presenza di un sacerdote, per ogni defunto veniva posta una croce con il suo nome. Nel 1942 arrivò una stele da uno scultore francese del campo. Nel 1947 e nel 1956 i defunti furono trasferiti nei loro paesi d'origine e nei cimiteri centrali. Sul Duloh furono trasportati gli europei dell'est, gli italiani e i defunti delle nazioni sconosciute; lo stabilimento di Sundwig fu liquidato nel 1956. Da allora la stele si trova anche sul Duloh.
Dopo la consegna del campo, i soldati americani scavarono una nuova fossa comune a nord-ovest del sito per poter seppellire i 253 prigionieri di guerra morti nell'obitorio sovraffollato: allestirono un campo lungo 50 metri e largo 6, dove fu eretto anche un memoriale. L'anno successivo i corpi furono trasferiti al Duloh e successivamente fu svuotata la fossa comune di Haseloh nel dicembre 1946. Oggi è sovradimensionato.
Oltre al cimitero sovietico, sul Duloh esisteva anche un cimitero italiano, dove nel 1945 furono sepolti i primi italiani. Nel 1949 l'area comprendeva 206 tombe. Nel luglio 1957 le spoglie di 182 ex militari furono riportate in Italia e il cimitero è stato chiuso.

## Commemorazione nel dopoguerra
Nel dopoguerra, i cittadini di Hemer soppressero a lungo gli eventi legati allo Stalag. Nel 1982, grazie all'iniziativa di alcuni cittadini fu pubblicato un opuscolo sul campo principale, motivo per il quale la popolazione di Hemer in alcuni casi li ha insultati e minacciati. La Hemer Citizens' and Homeland Association non incluse l'argomento nelle sue pubblicazioni. Dal 1982 ogni anno nel giorno del lutto nazionale si svolgono eventi commemorativi al cimitero russo sul Duloh. Tra i relatori furono presenti Uta Ranke-Heinemann, allora ministro degli affari sociali della Renania settentrionale-Vestfalia, Hermann Heinemann e anche l'allora ministro dell'Istruzione Hans Schwier. L'Unione Sovietica inviò dei rappresentanti in via ufficiale alla commemorazione dal 1986 e anche la Bundeswehr prese parte dal 1988.

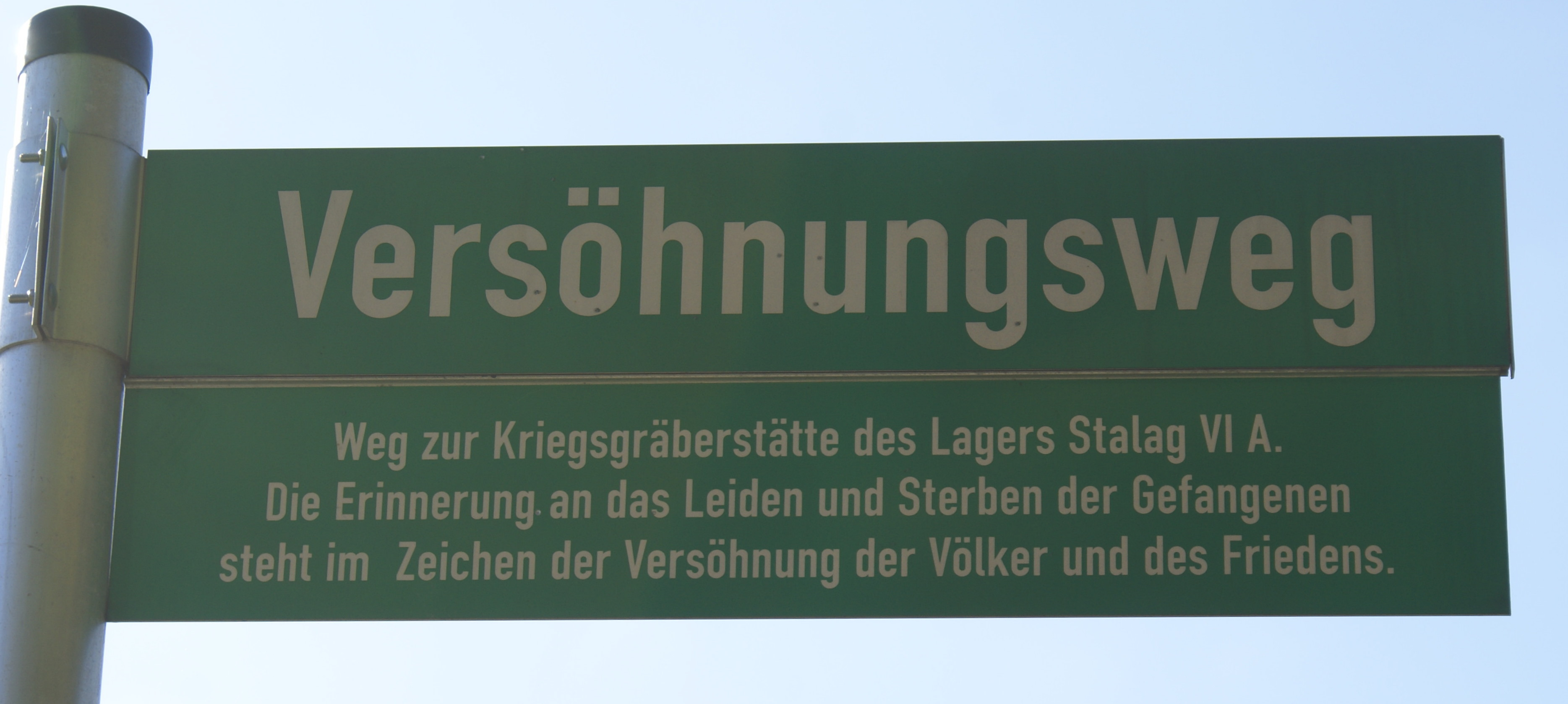
Percorso di riconciliazione

Dopo la caduta della cortina di ferro, la città di Hemer ha stretto una partnership con la città di Shcholkovo, nell'Oblast di Mosca. L'ex prigioniero di guerra sovietico Nikolai Gubarev ha condotto una campagna particolarmente dura per la riconciliazione da parte russa e per questo è stato insignito della lettera onoraria della città di Hemer. A lui è stata intitolata anche una strada nell'ex campeggio.
Un cosiddetto "percorso della riconciliazione" conduce al cimitero russo di Duloh.

### Jübergkreuz

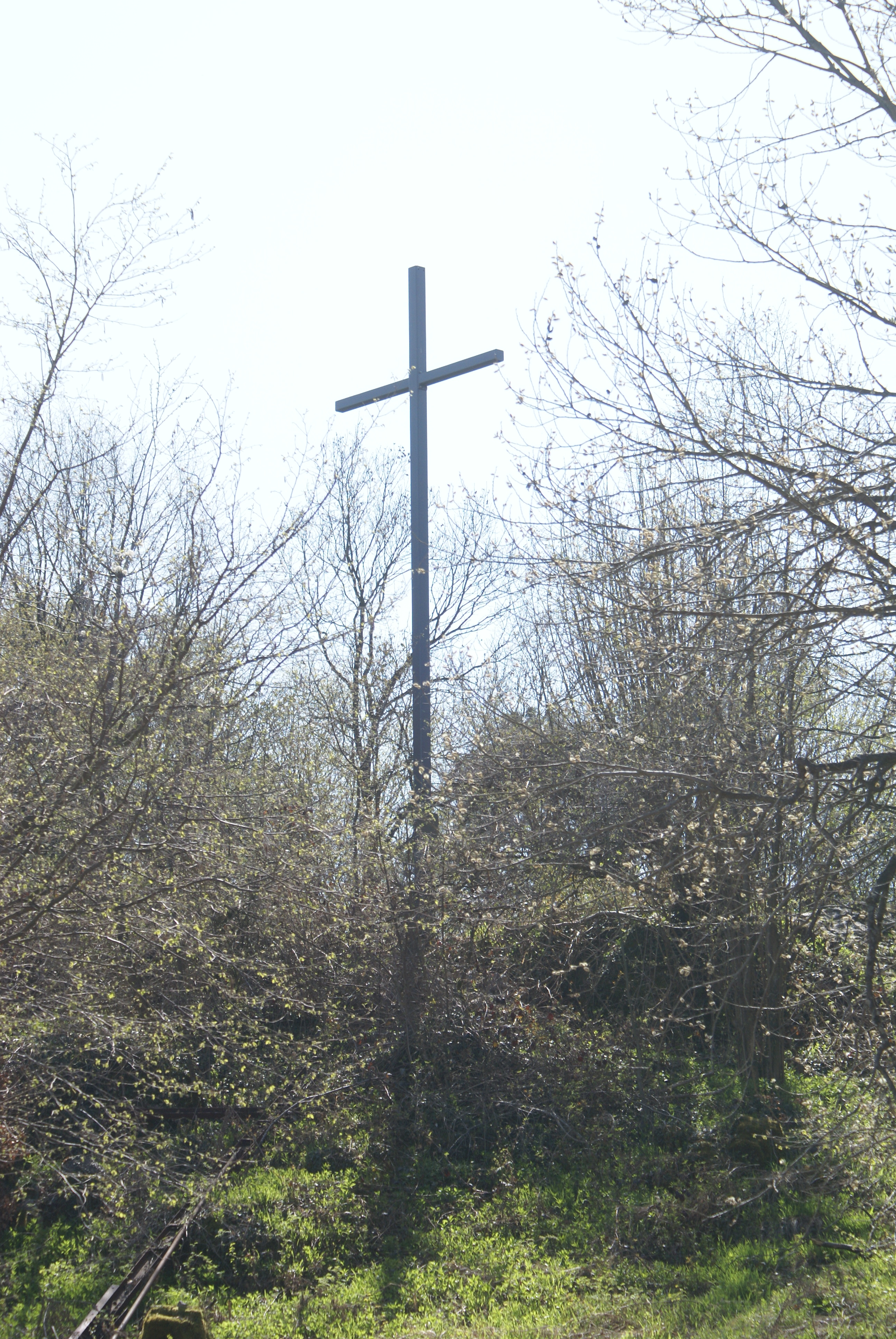
Jübergkreuz

Il 20 settembre 1947, le parrocchie cattoliche e protestanti di Hemer eressero una Croce della riconciliazione sulle tombe sullo Jüberg, ai margini dell'ex sito Stalag, per commemorare il destino dei prigionieri di guerra. Nel 2009, durante la Pentecoste fu consacrata una nuova croce davanti a più di 500 persone. Contiene il testo del Discorso della Montagna, è alta 7,5 metri e pesa 280 chilogrammi.
L'iscrizione recita:

### Memoriale

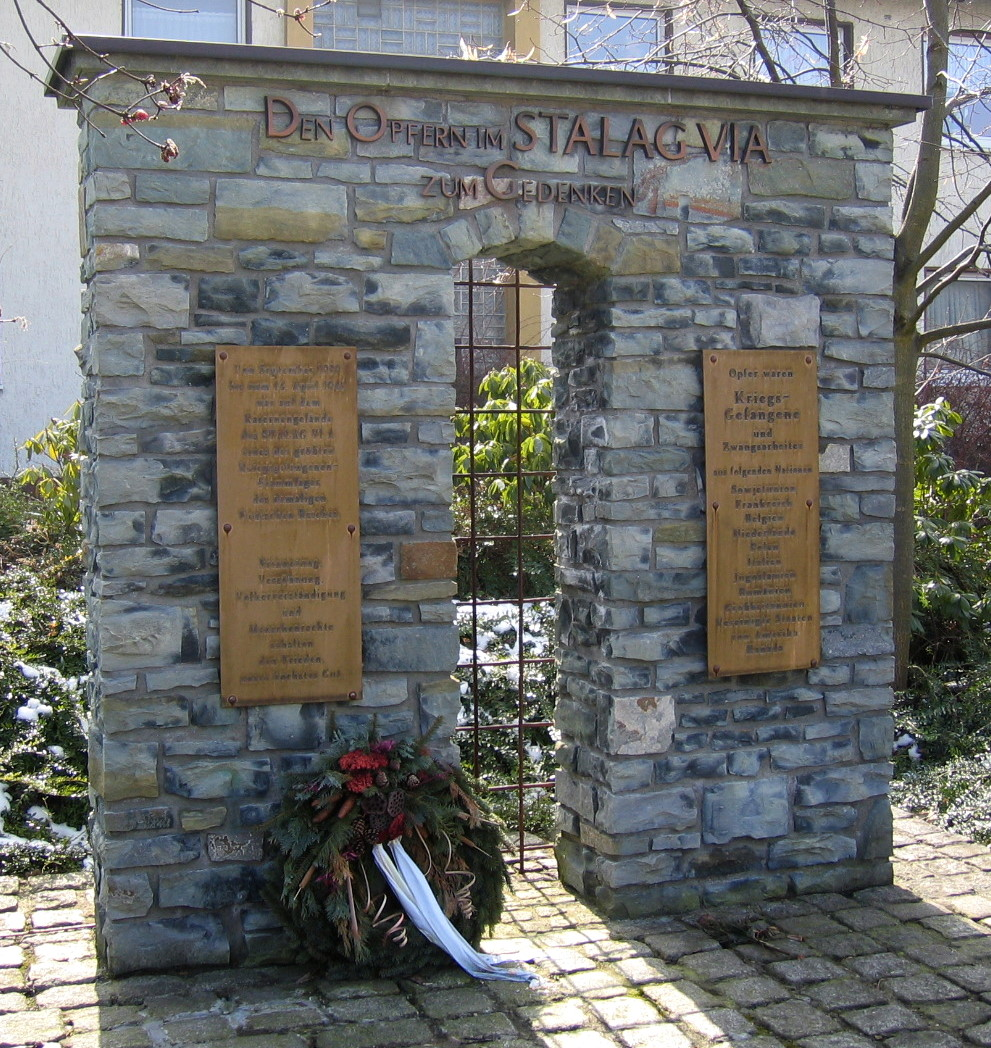
Memoriale

Il memoriale "In memoria delle vittime dello Stalag VI A" fu inaugurato il 22 novembre 1992. Il sito è stato pavimentato con pietre prese da Ostenschlahstraße per commemorare i trasporti dei prigionieri lungo la strada dalla stazione ferroviaria alla caserma. Il memoriale è costituito da un muro di pietra di cava sbarrato da uno stretto cancello, ed è stato cofinanziato da una raccolta fondi di soldati e cittadini di Hemer. La città di Hemer pagò la restante quota. All'inaugurazione del memoriale presero parte gli alti funzionari della caserma Blücher, il sindaco Klaus Burda, Nikolai Gubarew e molti cittadini di Hemer.
Nel 2000 sono state installate altre due targhe in ottone con la scritta:

### Stanza della storia
Dal 1995, un tenente della Bundeswehr raccolse diversi documenti, foto e altri reperti per allestire una sala commemorativa all'interno della caserma. La mostra fu inaugurata il 14 aprile 1995, esattamente 50 anni dopo la liberazione del campo. Dalla sua fondazione nell'aprile 2005, la Hemeraner Verein für Zeitgeschichte e. V. cura la sala commemorativa dopo la chiusura della base della Bundeswehr. Sono esposte le foto dei giorni della liberazione del campo con testi di accompagnamento, l'artigianato dei prigionieri e il denaro del campo.
In vista del Landesgartenschau Hemer 2010, la sala commemorativa è stata trasferita nell'ex Blocco 3 e integrata con ulteriori mostre su una superficie di 85 metri quadrati. Per la struttura, che comprende un modello 3D più grande del campo, l'associazione ha raccolto una somma di 46.000 euro da donazioni e finanziamenti.

### Albero della pace
Dal 2010, un albero della pace ai margini del parco nazionale commemora la fine della guerra a Hemer il 14 marzo 1945. Il sindaco Michael Esken, il presidente dell'Associazione per la storia contemporanea di Hemer Hans-Hermann Stopsack e il testimone Emil Nensel come membro dell'Action 365 parteciparono alla cerimonia inaugurale il 17 marzo 2010. Al tiglio è attaccata una targa di ottone con la seguente iscrizione:

## Ricezione
Il film di guerra Sotto corte marziale del regista Gregory Hoblit si svolge principalmente nel campo principale VI A, che nel film è stato spostato ad Augsburg. ad eccezione del nome, quasi nulla nella trama si riferisce a ciò che è realmente accaduto. Ad esempio, i soldati statunitensi non sono mai stati imprigionati a Hemer.
Il romanzo Wassili di Heinz Weischer tratta la storia di un giovane soldato sovietico che finisce in cattività tedesca. Dopo essersi registrato nello Stalag VI A, ha svolto i lavori forzati nella miniera di carbone Sachsen ad Hamm - Heessen.